# Markus Imhoof

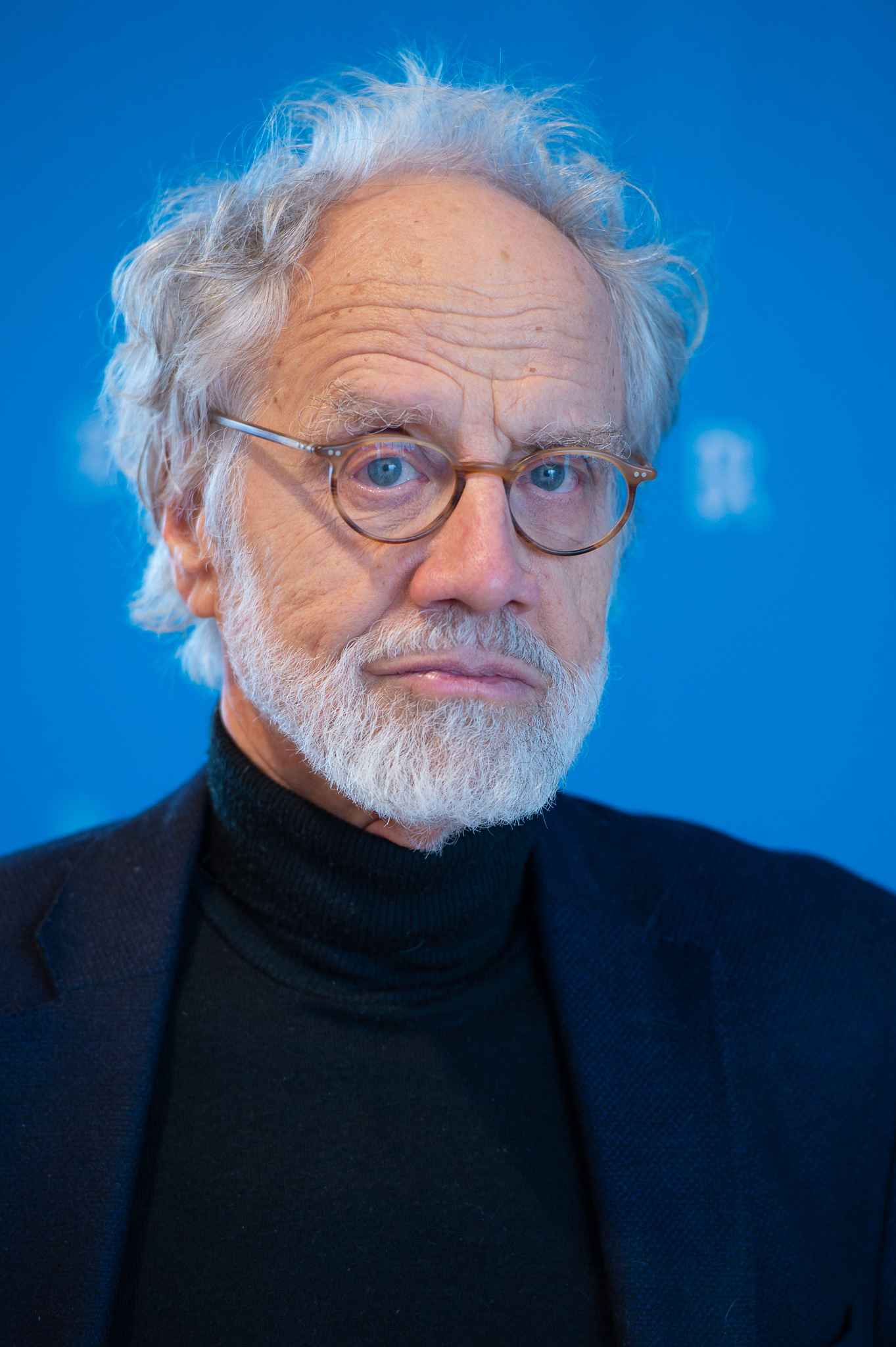
Markus Imhoof (2019)

Markus Imhoof (* 19. September 1941 in Winterthur) ist ein Schweizer Filmregisseur, Theaterregisseur und Drehbuchautor. Er zeichnet seit den späten 1970er-Jahren für einige der bedeutendsten Produktionen der Schweizer Filmgeschichte verantwortlich.

## Leben
Markus Imhoofs Mutter wurde auf einer indischen Missionsstation geboren und war Englischlehrerin; sein Vater Walter Imhoof war Professor für Deutsch und Geschichte am Technikum Winterthur. Seine drei Jahre ältere Schwester Ursula ist Romanistin.
Markus Imhoof besuchte das Humanistische Gymnasium in Winterthur und machte 1961 seine Matur. Anschliessend studierte er Germanistik, Kunstgeschichte und Geschichte an der Universität Zürich. Er wurde Assistent von Leopold Lindtberg am Schauspielhaus Zürich. Seine Tochter Barbara (* 1966) ist Biologin, sein Sohn David (* 1969) Schauspieler.

### Ausbildung und erste Filme
1967/68 besuchte er die Filmschule an der Kunstgewerbeschule Zürich bei Kurt Früh und Lehrern der polnischen Filmschule Lodz. Er inszenierte erste Kurzfilme, darunter Rondo, der wegen seiner Kritik am Strafvollzug von der Justizdirektion des Kantons Zürich bis 1976 verboten wurde. Sein Film Ormenis 199 † 69 über die Schweizer Kavallerie wurde vom Militär mit 25'000 Franken unterstützt. Da das Werk, unter anderem wegen einer Szene mit Pferden in Gasmasken, von seinen Geldgebern missbilligt wurde, versuchten sie ihn danach zu verbieten. Der Film lief zensiert im Fernsehen, erhielt aber in der Originalversion mehrere Preise, u. a. die Qualitätsprämie des Bundes und die Silbermedaille Venedig.

### Filmschaffen und Vernetzung
1970 gründete Imhoof zusammen mit Fredi M. Murer, Yves Yersin, Kurt Gloor, Alexander J. Seiler, Claude Champion und Georg Radanowicz die Nemo Film GmbH.
Ab 1974 drehte Imhoof Spielfilme in dokumentarischem Stil. Zur Vorbereitung seines Films Fluchtgefahr hat Imhoof mehrere Monate als Gefängniswärter gearbeitet. Der Film schildert die kriminelle Karriere eines Automechanikers, der wegen einer Bagatelle in die Mühlen der Justiz gerät und in der Hackordnung des Gefängnisses aufzusteigen versucht. Er hilft einem «Professionellen» bei der Flucht und setzt – allein gelassen – den einmal eingeschlagenen Weg fort. 
Von 1970 bis 1976 war er Mitglied der Eidgenössischen Filmkommission. 1977 gründete er die Limbo Film AG zusammen mit dem Schulfreund George Reinhart, der später über 50 Filme produziert, z. B. von Daniel Schmid, Jacques Rivette, Chantal Akerman, Léa Pool, Thomas Brasch, und wenige Jahre vor seinem Tod das Fotomuseum Winterthur gegründet hat.

### Internationale Erfolge
1980 erregte sein Film Das Boot ist voll Aufsehen. Imhoof thematisierte darin das lang verschwiegene Verhalten der Schweiz gegenüber jüdischen Flüchtlingen aus Nazi-Deutschland, die zurück in den Tod geschickt wurden. Der Film wurde im Wettbewerb der Berlinale uraufgeführt, wo er mit dem Silbernen Bären ausgezeichnet wurde. Der Film wurde danach mit diversen weiteren Preisen ausgezeichnet, unter anderem dem Filmpreis der Stadt Zürich, und 1982 für einen Oscar als bester nicht-englischsprachiger Film nominiert.
1978 zog Imhoof nach Mailand, 1986 nach Berlin, wo er mit seinem Film Die Reise frei nach dem Roman-Essay von Bernward Vesper, der im Umfeld der Berliner Studentenbewegung angesiedelt ist, wieder eine politische Thematik mit persönlicher Perspektive wählte.
1988 kehrte er zurück in die Schweiz und machte neben seiner Filmarbeit auch Opern- und Schauspielinszenierungen.
Zusammen mit dem Schriftsteller Thomas Hürlimann schrieb Imhoof das Drehbuch Der Berg, eine Geschichte über den mysteriösen Doppelmord, der sich 1922 in der Wetterwarte auf dem Säntis zugetragen hat. Der Film wurde 1990 mit Susanne Lothar, Mathias Gnädinger und Peter Simonischek auf dem Pilatus gedreht. Der Film hatte Premiere im Wettbewerb der Berlinale.
1996 gründete Imhoof die Fl.im.Pa. Filmproduktion AG, zusammen mit Pierre-Alain Meier und Thomas Koerfer von Frenetic Films AG. Gemeinsam mit der Zero Film, Berlin, und Robert Boner von der Cinémanufacture Paris produzierten sie den Film Flammen im Paradies (Les Raisons du Cœur). Das Drehbuch basiert frei auf der Geschichte von Imhoofs Grossmutter, die 1899 nach Indien reiste, um einen ihr noch unbekannten Missionar zu heiraten. In den Hauptrollen spielen Elodie Bouchez, Laurent Grévill, Sylvie Testud und Bruno Todeschini.

### Erneutes Dokumentarfilmschaffen
In seinem ersten abendfüllenden Dokumentarfilm More than Honey befasst sich Imhoof mit dem weltweiten Bienensterben. Auch dieser Film hat einen persönlichen Hintergrund: Imhoofs Grossvater war Imker, und seine Tochter Barbara ist Bienenforscherin in Australien. Die Produktion des Films dauerte fünf Jahre. 2012 hatte More than Honey Premiere am Internationalen Filmfestival von Locarno auf der Piazza Grande. Mit 29 Preisen im In- und Ausland und Kinostarts in 30 Ländern ist er der bisher erfolgreichste Schweizer Dokumentarfilm. 2015 gründete er die Aurelia Stiftung zusammen mit Thomas Radetzki, welche sich für den Erhalt der Bienen einsetzt.
Sein Dokumentarfilm Eldorado feierte 2018 seine Weltpremiere im Wettbewerb der 68. Internationalen Filmfestspiele Berlin (ausser Konkurrenz, nominiert für den Dokumentarfilmpreis). In seinem Film verbindet Imhoof seine Familiengeschichte mit der aktuellen Flüchtlingskrise und legt dabei die globalen Waren-, Geld- und Menschenströme bloß.
Seit 2003 lebt Imhoof in Berlin. Er ist Mitglied der Akademie der Künste Berlin, der Deutschen Filmakademie, der Europäischen Filmakademie und der Academy of Motion Picture Arts and Sciences in Los Angeles.
Sein Archiv befindet sich im Archiv der Akademie der Künste in Berlin.

## Theaterinszenierungen (Auszug)
- 1987: Aufstieg und Fall der Stadt Mahagonny – Luzerner Theater
- 1987: Il Servo – Teatro dell’Elfo, Mailand
- 1988: Sehnsucht der Masken – Stadttheater Bern
- 1989: Geschichten aus dem Wiener Wald – Stadttheater Bern
- 1992: Lulu – Die Büchse der Pandora – Saarländisches Staatstheater
- 1993: Hamlet – Saarländisches Staatstheater
- 1993: Falstaff – Landestheater Tirol
- 1996: Die Meistersinger von Nürnberg – Saarländisches Staatstheater
- 1998: Die Möwe – Saarländisches Staatstheater
- 1998: Così fan tutte – Landestheater Tirol
- 1999: Lucia di Lammermoor – Staatstheater Darmstadt
- 2000: Lessings Traum von Nathan dem Weisen – Saarländisches Staatstheater
- 2001: Die Entführung aus dem Serail – Volksoper Wien
- 2002: Richard II – Saarländisches Staatstheater

## Filmografie

### Drehbuch und Regie (sofern nicht anders vermerkt)
- 1961: Wehe, wenn wir losgelassen (Kurzfilm; auch Hauptrolle & Produktion)
- 1962: Prinzessin Tuamasi (Animations-Kurzfilm; auch Ton, Schnitt, Produktion)
- 1968: Happy Birthday (Kurzfilm; auch Schnitt)
- 1968: Rondo (Kurz-Dokumentarfilm; auch Ton, Schnitt)
- 1969: Ormenis 199 † 69 (Kurz-Dokumentarfilm; auch Ton, Schnitt, Produktion)
- 1970: 5 Künstlerportraits (CH Fernsehen und Pro Helvetia)
- 1972: Volksmund – oder man ist, was man isst (Dokumentarfilm; auch Schnitt, Co-Produktion)
- 1974: Fluchtgefahr
- 1977: Tauwetter
- 1979: Isewixer (TV-Film)
- 1981: Das Boot ist voll (auch Co-Produktion)
- 1982: Via Scarlatti 20 (für RAI)
- 1986: Die Reise (auch Co-Produktion; nach Bernward Vespers gleichnamigem autobiographischem Roman)
- 1990: Der Berg (als Ko-Autor mit Thomas Hürlimann)
- 1991: Les petites Illusions (Regie) (Teil von « Le film du cinéma suisse », F. Buache)
- 1996: Flammen im Paradies (auch Co-Produktion)
- 1999: Zornige Küsse (nur Buch, Regie Judith Kennel)
- 2012: More than Honey (auch Co-Produktion)
- 2018: Eldorado (auch Co-Produktion)

## Auszeichnungen
- 1971: Filmpreis der Stadt Zürich für Ormenis 199 † 69
- 1971: Internationale Filmfestspiele von Venedig: Silbermedaille für Ormenis 199 † 69
- 1972: Filmpreis der Stadt Zürich für Volksmund
- 1975: Filmpreis der Stadt Zürich für Fluchtgefahr
- 1979: Prix Italia für Isewixer
- 1981: Silberner Bär (für Schauspielerführung und Drehbuch), Otto-Dibelius-Preis, OCIC-Preis und CIDALC-Preis bei den Internationalen Filmfestspielen Berlin für Das Boot ist voll
- 1981: Oscar-Nominierung (bester fremdsprachiger Film) für Das Boot ist voll
- 1981: Prix-Aliza, Paris für Das Boot ist voll
- 1982: David di Donatello, Premio René Clair, Rom für Das Boot ist voll
- 2013: u. a. Schweizer Filmpreis, Deutscher Filmpreis, Bayerischer Filmpreis für More than Honey
- 2015: Kunstpreis der Stadt Zürich[15]
- 2018: Bayerischer Filmpreis für Eldorado
- 2018: Zürcher Filmpreis für Eldorado
- 2020: Schweizer Filmpreis – Ehrenpreis[16]

## Publikationen
- Das Boot ist voll. Ein Filmbuch. Mit Standphotographien von George Reinhart und einem Vorwort von Friedrich Dürrenmatt. Ammann, Zürich 1983.
- mit Claus-Peter Lieckfeld: More Than Honey. Vom Leben und Überleben der Bienen. orange-press, Freiburg im Breisgau 2012, ISBN 978-3-936086-67-6.